# 艾蜜莉·卡羅松
艾蜜莉·派翠西婭·卡羅松（英語：Emily Patricia Carosone，1993年10月14日—）是一名出生於美國佛羅里達州的壘球選手，司職內野手，目前效力於義大利弗留利 '81。她曾隨隊參加2021年歐洲女子壘球錦標賽，結果獲得金牌。

## 外部連結
- 艾蜜莉·卡羅松的X（前Twitter）
- 艾蜜莉·卡羅松的Instagram帳戶